# WTA Sydney 1976
Il WTA Sydney 1976 è stato un torneo di tennis giocato sull'erba. È stata la 1ª edizione del torneo, che fa parte del WTA Tour 1976. Si è giocato a Sydney in Australia, dal 29 novembre al 5 dicembre 1976.

## Campionesse

### Singolare
Martina Navrátilová ha battuto in finale  Betty Stöve con il punteggio di 7–5, 6–2

### Doppio
Martina Navrátilová /  Betty Stöve hanno battuto in finale  Françoise Dürr /  Ann Kiyomura con il punteggio di 6–3, 7–5